# Crocea Mors
Crocea Mors (in latino "Morte Gialla") era il nome della spada di Giulio Cesare, secondo le leggende di Goffredo di Monmouth. In lingua medio gallese viene spesso indicata con il nome Angau Coch ("morte rossa") o Agheu Glas ("morte grigia").
Secondo quanto racconta Goffredo di Monmouth, l'arma passò al principe britannico Nennio, quando si incastrò nel suo scudo mentre era in singolar tenzone contro Cesare stesso. Nennio morì quindici giorni dopo la battaglia, per via di una ferita alla testa inflittagli da Cesare, e la spada fu sepolta con lui.